# قائمة سفراء دولة فلسطين لدى اليونان
سفير دولة فلسطين لدى اليونان هو ممثل دولة فلسطين الرسمي لدى اليونان، يقع مقر السفارة الفلسطينية في أثينا.

## قائمة السفراء
أنشئ عام 1980 مكتب ارتباط إعلامي لمنظمة التحرير الفلسطينية دون أي صفة دبلوماسية. وفي 18 أكتوبر 1981 تحول إلى بعثة دبلوماسية (مكتب ممثلية منظمة التحرير الفلسطينية لدى اليونان) بعد زيارة رئيس منظمة التحرير الفلسطينية ياسر عرفات إلى اليونان.
| الترتيب | رئيس البعثة الدبلوماسية              | صورة | تاريخ الاعتماد الدبلوماسي | تاريخ الانتهاء | رئيس منظمة التحرير الفلسطينية | رئيس اليونان            | ملاحظات |
| ------- | ------------------------------------ | ---- | ------------------------- | -------------- | ----------------------------- | ----------------------- | --- |
| 1       | شوقي جبريل أرملي                     |      | 1980                      | 1984           | ياسر عرفات                    | قسطنطين كرامنليس        | [ 2 ] |
| 2       | فؤاد البيطار                         |      |                           |                | ياسر عرفات                    |                         | |
| 3       | مسعود الغندور                        |      |                           |                | ياسر عرفات                    |                         | |
| 4       | عبد الله محمد إبراهيم عبد الله       |      | 1990                      | أكتوبر 2003    | ياسر عرفات                    | قسطنطين كرامنليس        | |
| 5       | مروان رضا طه عبد الحميد              |      | 13 مايو 2004              | 2005           | ياسر عرفات محمود عباس         | كارولوس بابولياس        | |
| 6       | سمير سليم أحمد أبو غزالة             |      | 11 يناير 2006             | 2013           | محمود عباس                    | كارولوس بابولياس        | أعاد تسليم أوراق اعتماده في 15 فبراير 2011 إلى الرئيس اليوناني بمرتبة سفير بعد رفع التمثيل الدبلوماسي عام 2010 إلى مرتبة سفارة. |
| 7       | مروان إميل ميخائيل طوباسي            |      | 18 أكتوبر 2013            | نوفمبر 2021    | محمود عباس                    | كارولوس بابولياس        | |
|         | يوسف درخم (Q117794994) قائم بالأعمال |      | نوفمبر 2021               | 14 يوليو 2023  | محمود عباس                    | إيكاتيريني ساكيلاروبولو | |
| 8       | يوسف درخم (Q117794994)               |      | 14 يوليو 2023             | لا يزال        | محمود عباس                    | إيكاتيريني ساكيلاروبولو | |